# Amber Volley
Amber Volley – litewski klub siatkarski z siedzibą w Gorżdach założony w 2016 roku. W latach 2006-2024 męski zespół funkcjonował w ramach Sporto klubas "Pajūrio tinklinis". W swojej historii pięciokrotnie został mistrzem Litwy oraz pięciokrotnie zdobył krajowy puchar.
Zespół pod nazwą Amber Queen zadebiutował w mistrzostwach Litwy w sezonie 2017/2018. W sezonie 2018/2019 po raz pierwszy zdobył mistrzostwo oraz Puchar Litwy.
Początkowo siedziba klubu mieściła się w Kłajpedzie. W październiku 2020 roku została przeniesiona do Gorżd.
Obecnie Amber Volley swoje mecze domowe rozgrywa w policyjnej hali sportowej (Policijos sporto salė) przy ul. Gamyklos 33.

## Historia
SK "Pajūrio tinklinis" rozpoczął swoją działalność w listopadzie 2016 roku. W sezonie 2016/2017 w ramach klubu funkcjonował męski zespół pod nazwą Relax, który zdobył mistrzostwo miasta Kłajpeda. Po tym sukcesie przedstawiciele klubu podjęli działania, aby zgłosić męską drużynę do mistrzostw Litwy. Po otrzymaniu zapewnień od władz miasta, że będą wspierać działania klubu, rozpoczęto poszukiwania sponsorów. Tytularnym sponsorem męskiej drużyny zostało przedsiębiorstwo Amber Queen.
W sezonie 2017/2018 drużyna Amber Queen zadebiutowała w rozgrywkach o mistrzostwo Litwy, w których zajęła 5. miejsce. W krajowym pucharze natomiast awansowała do fazy finałowej, którą zakończyła na 4. miejscu. W sezonie 2018/2019 została mistrzem Litwy i zdobyła krajowy puchar.
Od sezonu 2019/2020 do końca sezonu 2022/2023 tytularnym sponsorem drużyny było przedsiębiorstwo Arlanga, stąd występowała pod nazwą Amber-Arlanga. W tym okresie zespół dwukrotnie został mistrzem Litwy i trzykrotnie zdobył krajowy puchar. W sezonie 2020/2021 zadebiutował w lidze bałtyckiej, w której zajął ostatnie, 8. miejsce. W sezonie 2021/2022 awansował do turnieju finałowego ligi bałtyckiej i ostatecznie zakończył udział w tych rozgrywkach na 4. miejscu.
Na początku października 2020 roku klub rozwiązał umowę o wsparciu finansowym ze strony miasta Kłajpeda i przeniósł się do Gorżd. W czerwcu 2023 roku klub został przerejestrowany z Sporto klubas "Pajūrio tinklinis" na Tinklinio klubas "Amber Volley".

## Bilans sezonów
| Sezon     | Rozgrywki ligowe  | Rozgrywki ligowe | Puchar Litwy |
| Sezon     | Poziom            | Miejsce          | Puchar Litwy |
| --------- | ----------------- | ---------------- | ------------ |
| 2017/2018 | Mistrzostwa Litwy | 5/10             | 4. miejsce   |
| 2018/2019 | Mistrzostwa Litwy | 1/6              | 1. miejsce   |
| 2019/2020 | Mistrzostwa Litwy | —/4              | 1. miejsce   |
| 2020/2021 | Mistrzostwa Litwy | 1/4              | 1. miejsce   |
| 2021/2022 | Mistrzostwa Litwy | 1/5              | 1. miejsce   |
| 2022/2023 | Mistrzostwa Litwy | 2/5              | 4. miejsce   |
| 2023/2024 | Mistrzostwa Litwy | 1/9              | 1. miejsce   |
| 2024/2025 | Mistrzostwa Litwy | 1/8              | 3. miejsce   |

## Osiągnięcia
- Mistrzostwa Litwy:
  -  1. miejsce: 2019, 2021, 2022, 2024, 2025
  -  2. miejsce: 2023
- Puchar Litwy:
  -  1. miejsce: 2018, 2019, 2020, 2021, 2023
  -  3. miejsce: 2025